# Иасон Римский
Иасо́н (лат. Iasō; казнён в 282 году, Рим, Римская империя) — мученик из дружины святого Хрисанфа и Дарии, общехристианский святой.
Пострадал в царствование Нумериана в 282 году. Память 19 марта (у православных), 3 декабря (у католиков).
Сын трибуна Клавдия и его жены Иларии, брат Мавра. Согласно житию Хрисанфа и Дарии, Клавдий и его малолетние дети Мавр и Иасон были приговорены к казни. Иасон и Мавр обезглавлены в Риме вместе с 70 солдатами их отца, обращёнными в христианство Хрисанфом, Клавдий утоплен. Илария умерла на могиле мужа и сыновей в подземной пещере рядом с Салариевой дорогой.